# Bates mimikry

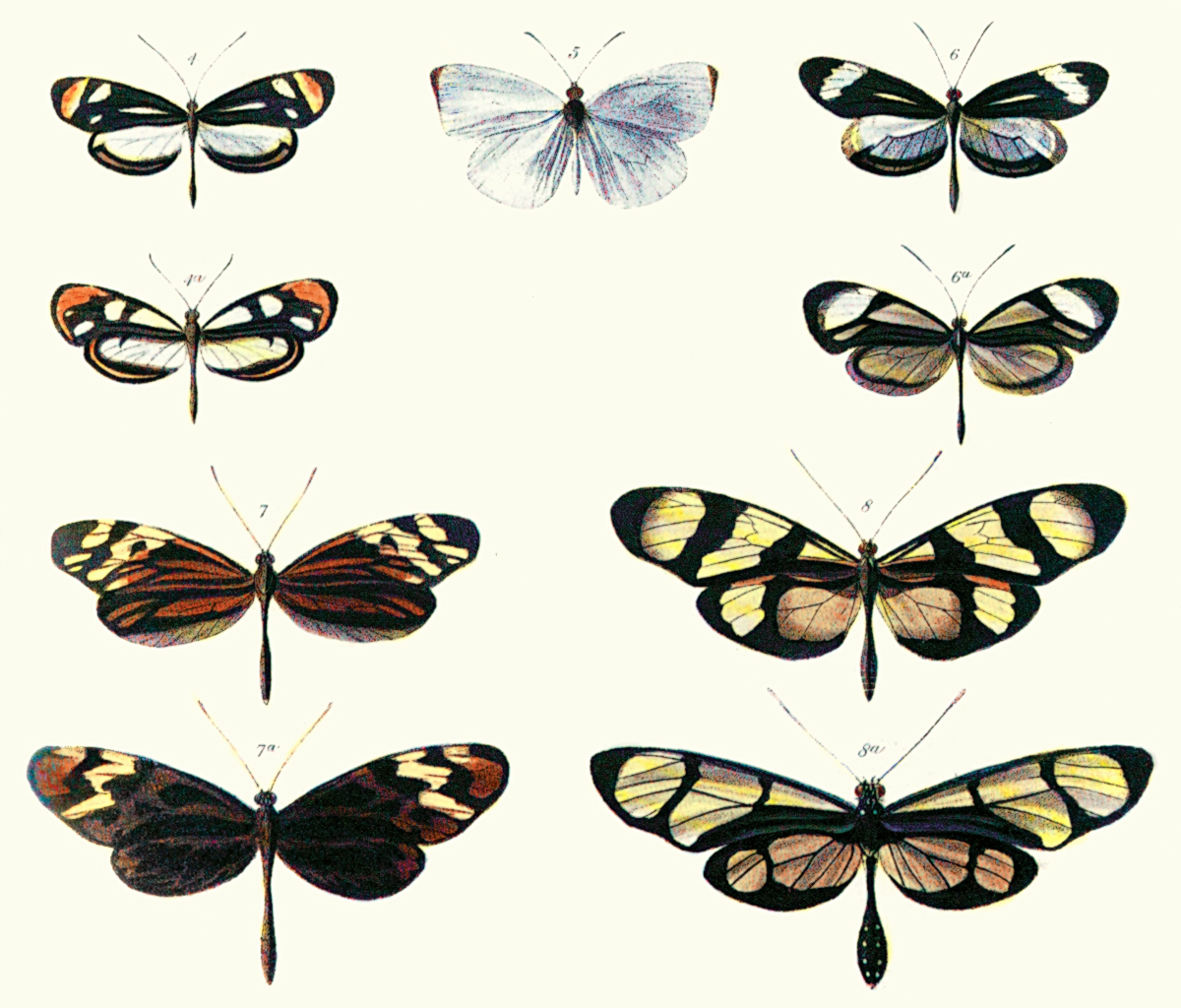
Foto från montering av Bates 1861, som illustrerar Bates mimikry hos arter av Dismorphia (översta raden och tredje raden) och olika arter av Ithomiini (Nymphalidae) (andra och sista raden). En arten som saknar Bates mimikry Pseudopieris nehemia i mitten.

Bates mimikry är en defensiv form av mimikry som innebär att en ogiftig och relativt försvarslös art imiterar en giftig, oätlig art eller en som är fullt kapabel att försvara sig. Det är den vanligaste formen av mimikry och så pass vanlig att det ofta sätts likhetstecken mellan Bates mimikry och mimikry i allmänhet. Bates mimikry ses också som en motsats till Müllers mimikry där farliga arter finner gemensamt skydd. Det finns dock ingen exakt gräns mellan dessa båda vanliga varianter av mimikry.
Bates mimikry upptäcktes i Sydamerikas regnskogar hos fjärilar som är bytesdjur för fåglar. Varianten är uppkallad efter sin upptäckare, den brittiske upptäcktsresanden och zoologen Henry Walter Bates.
Ofta imiterar den ofarliga arten den farliga med varningsfärger – exempelvis starkt gult, rött, svart. Mimikryn förutsätter att den oätliga, eller farliga arten är tillräckligt vanlig i förhållande till imitatören. Den art som utövar Bates mimikry kan sägas vara ”ett får i ulvakläder”. Blomflugor med sitt bi- eller getingliknande utseende är ett tydligt exempel på Bates mimikry.

## Historisk bakgrund
Henry Walter Bates (1825-1892) var en engelsk upptäcktsresande och zoolog och utforskade Amazonas regnskog tillsammans med den brittiske biologen och naturhistorikern Alfred Russel Wallace år 1848. Wallace återvände år 1852, men Bates stannade kvar i över ett årtionde. Under sina fältstudier samlade han in över hundratalet arter av fjärilar från släktena Ithomiinae och Heliconiinae, samt tusentals andra insektsarter. När han sorterade fjärilarna i liknande grupper baserat på utseende, uppstod inkonsekvenser. Vissa arter hade så liknande utseende att Bates inte kunde skilja på arterna enbart genom att titta på vingarnas utseende. Vid en närmare undersökning visade det sig att arterna var långt ifrån släkt med varandra. Kort efter att han återvänt till England berättade han om sin teori under ett möte hos Linnésällskapet i London den 21 november 1861, som publicerades år 1862 i sällskapets publikation Transactions. Han utvecklade sina upplevelser ytterligare i publikationen Naturhistorikern på Amazonfloden.